# Distretto di Yarumayo
Il distretto di Yarumayo è un distretto del Perù nella provincia di Huánuco (regione di Huánuco) con 2.668 abitanti al censimento 2007, dei quali 705 censiti in territorio urbano e 1.963 in territorio rurale.
È stato istituito il 17 gennaio 1945 , ed ha come capoluogo il centro abitato di Yarumayo.